# Ґалово (Великопольське воєводство)
Ґалово (пол. Gałowo) — село в Польщі, у гміні Шамотули Шамотульського повіту Великопольського воєводства.
Населення — 1178 осіб (2011).
У 1975-1998 роках село належало до Познанського воєводства.

## Демографія
Демографічна структура станом на 31 березня 2011 року:
|          | Загалом | Допрацездатний вік | Працездатний вік | Постпрацездатний вік |
| -------- | ------- | ------------------ | ---------------- | -------------------- |
| Чоловіки | 585     | 133                | 418              | 34                   |
| Жінки    | 593     | 117                | 381              | 95                   |
| Разом    | 1178    | 250                | 799              | 129                  |